# Лігово (станція)
Лігово — вузлова залізнична станція та зупинний пункт Жовтневої залізниці, розташована в Красносельському районі Санкт-Петербурга.
Зупинний пункт має чотири платформи. Два колії сполучають Санкт-Петербург зі станціями Каліщі та Краснофлотськ. Інші дві колії сполучають Гатчину-Балтійську та Санкт-Петербург-Балтійський. На станції зупиняються більшість приміських електропоїздів, що прямують через неї.
Крім платформ, на цій території знаходяться вантажні станції Лігово (код ЕСР 034505) та Лігово-Експорт (код 034609). Остання орієнтована на міжнародні операції.

## Пересадка на громадський транспорт
Автобусні соціальні маршрути міські: 2, 2а, 87, 111, 130, 163, 165, 229
Автобусні комерційні маршрути К-2, К-60, К-87, К-246

## Історія
- Заснована в 1857 р. під ім'ям «Красносільська».
- У 1859 р. перейменована в «Ліговську».[2]
- З 1868 р. має назву «Лігово».[3]
- Проектування першої будівлі дерев'яного вокзалу в Лігово доручили архітектору М. Л. Бенуа (1813—1898). Вокзал згорів 28.04.1890 року.
- Кам'яна будівля через два роки. Архітектор С. П. Кондратьєв (1862—1917)
- В 1898—1899 рр. на першій платформі під орудою архітектора С. М. Лазарєва-Станіщева (1863—1912) був побудований дерев'яний навіс.
- В 1913 році було розроблено план електрифікації. Інженер Генріх Графтіо. Роботи з електрифікації провели в 1930-ті роки.
- В 1941—1944 рр. перебувала на передовій з німецької сторони фронту. За час бойових дій усі станційні споруди були повністю знищені.
- До 1950 р. побудовані заново або відновлені станційні споруди (станція енергопостачання, локомотивне депо тощо)
- В 2003—2004 рр. зазнала повної реконструкції, були збудовані нові будівлі та платформи.
- В 2008 роках на станції встановлена система автоматизованої системи контролю оплати проїзду, обладнана турнікетами[4].

## Фото

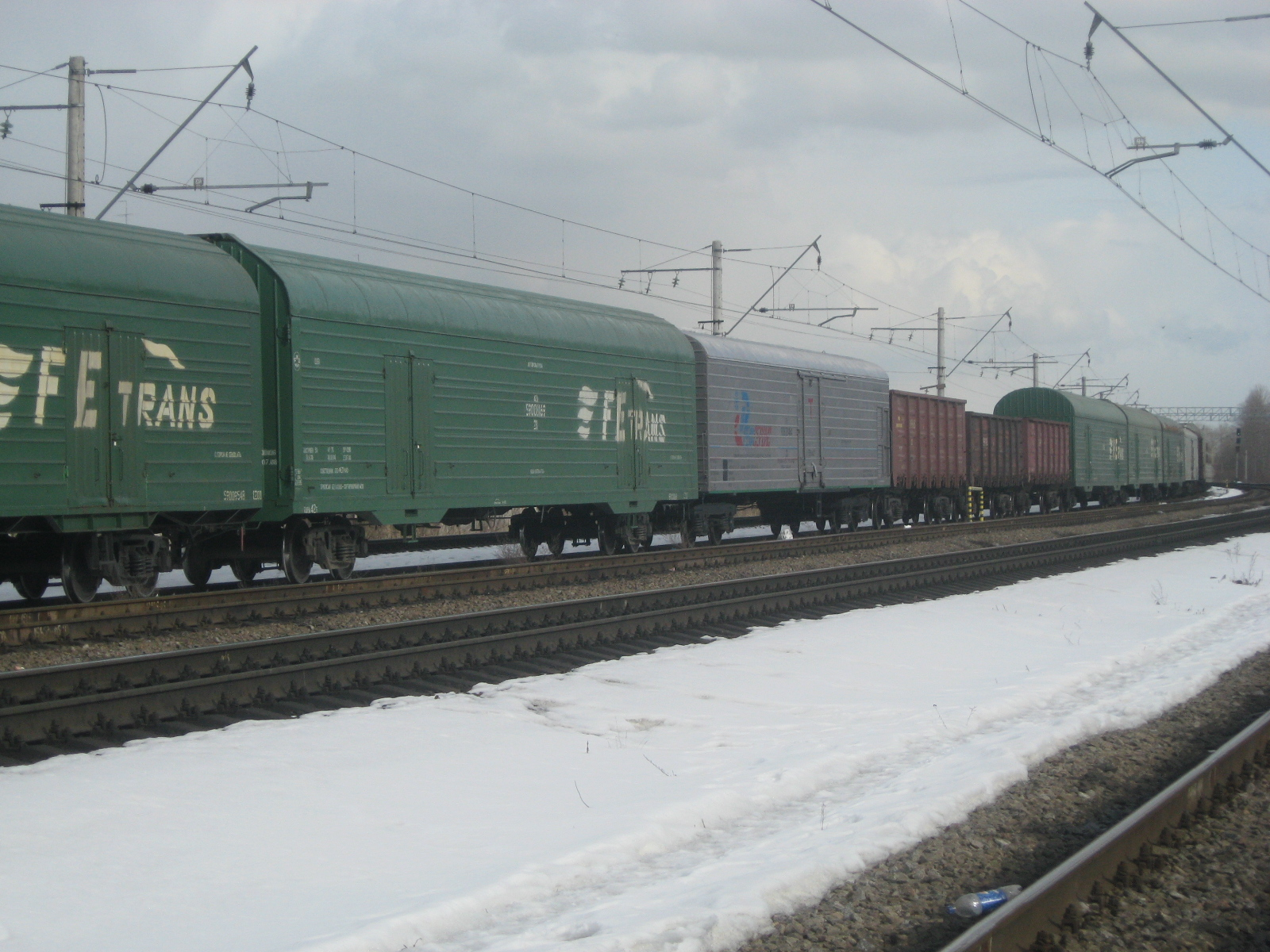
В парку станції
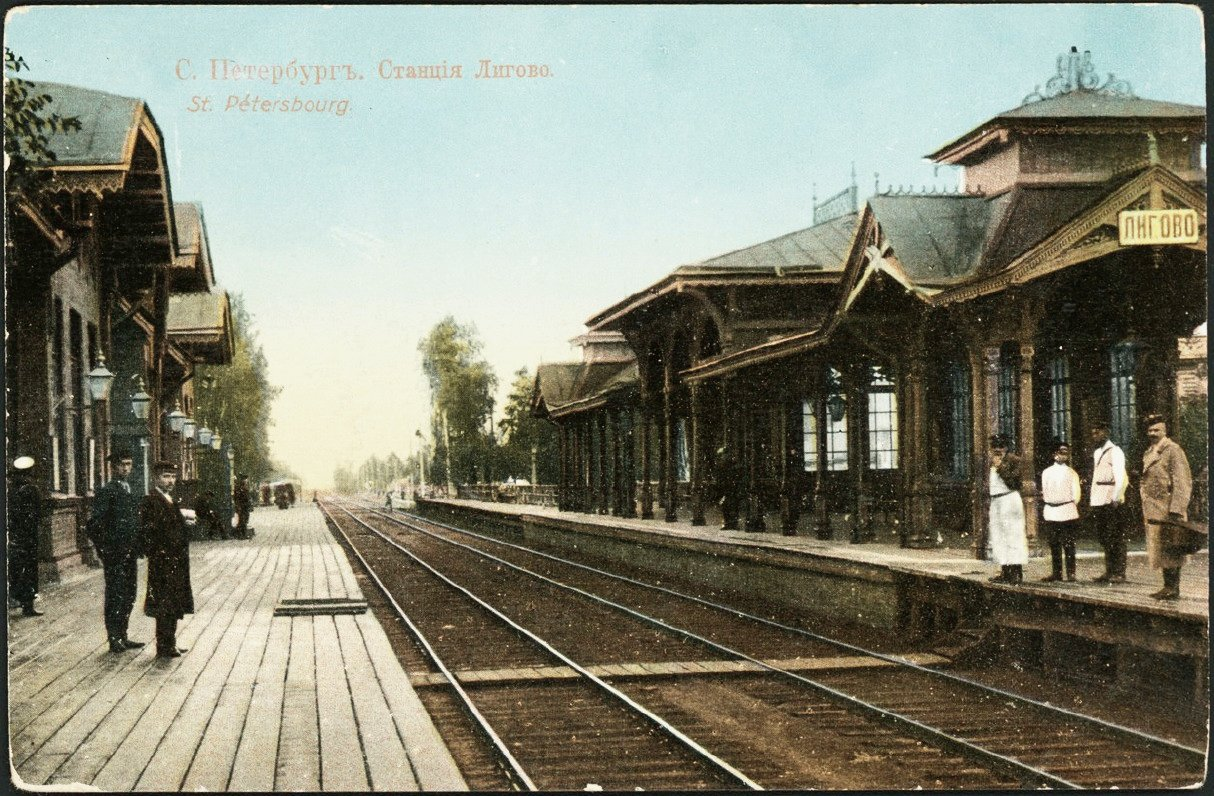
На початку XX ст.
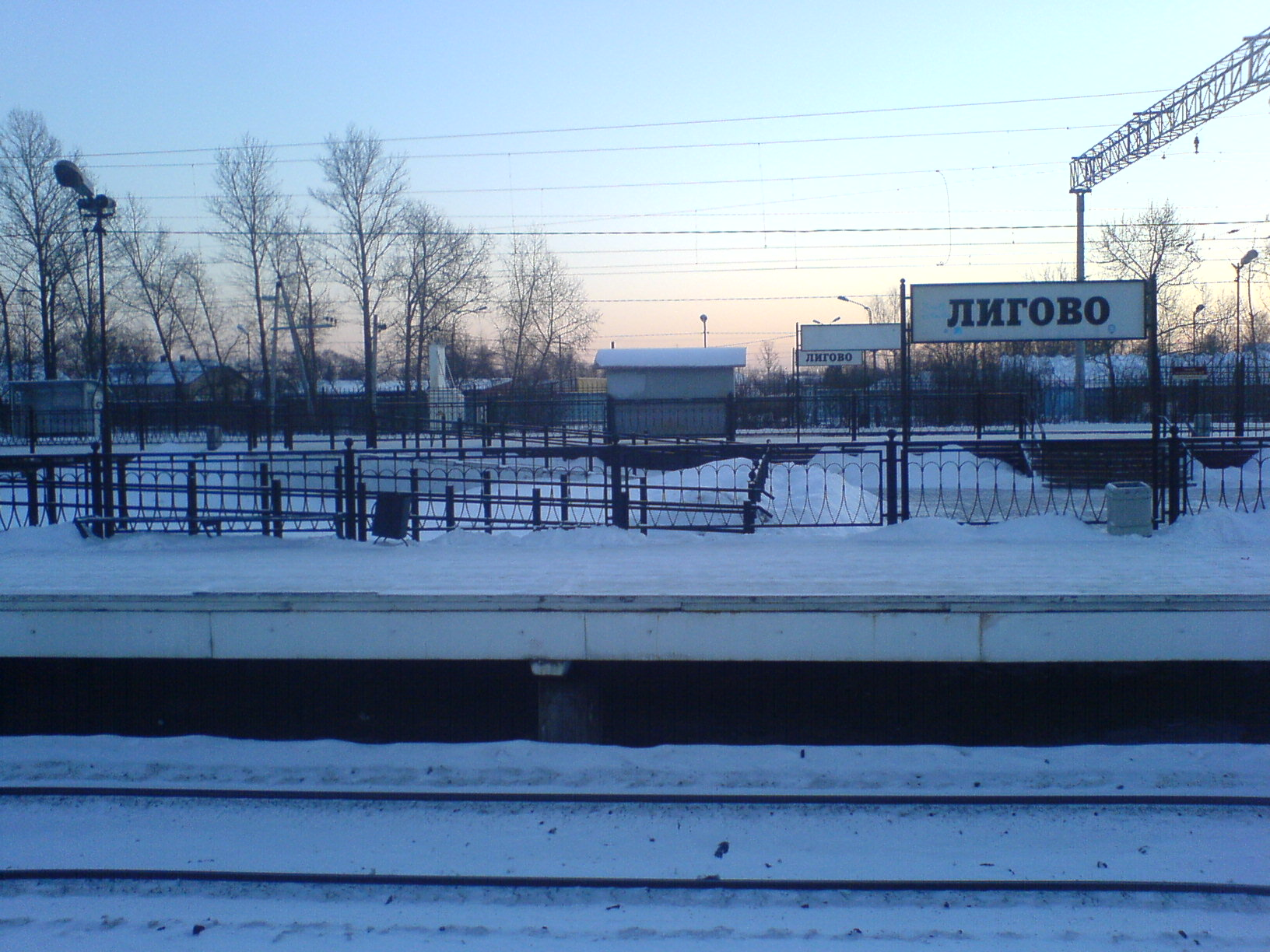
Вид на платформи Гатчинського напрямку
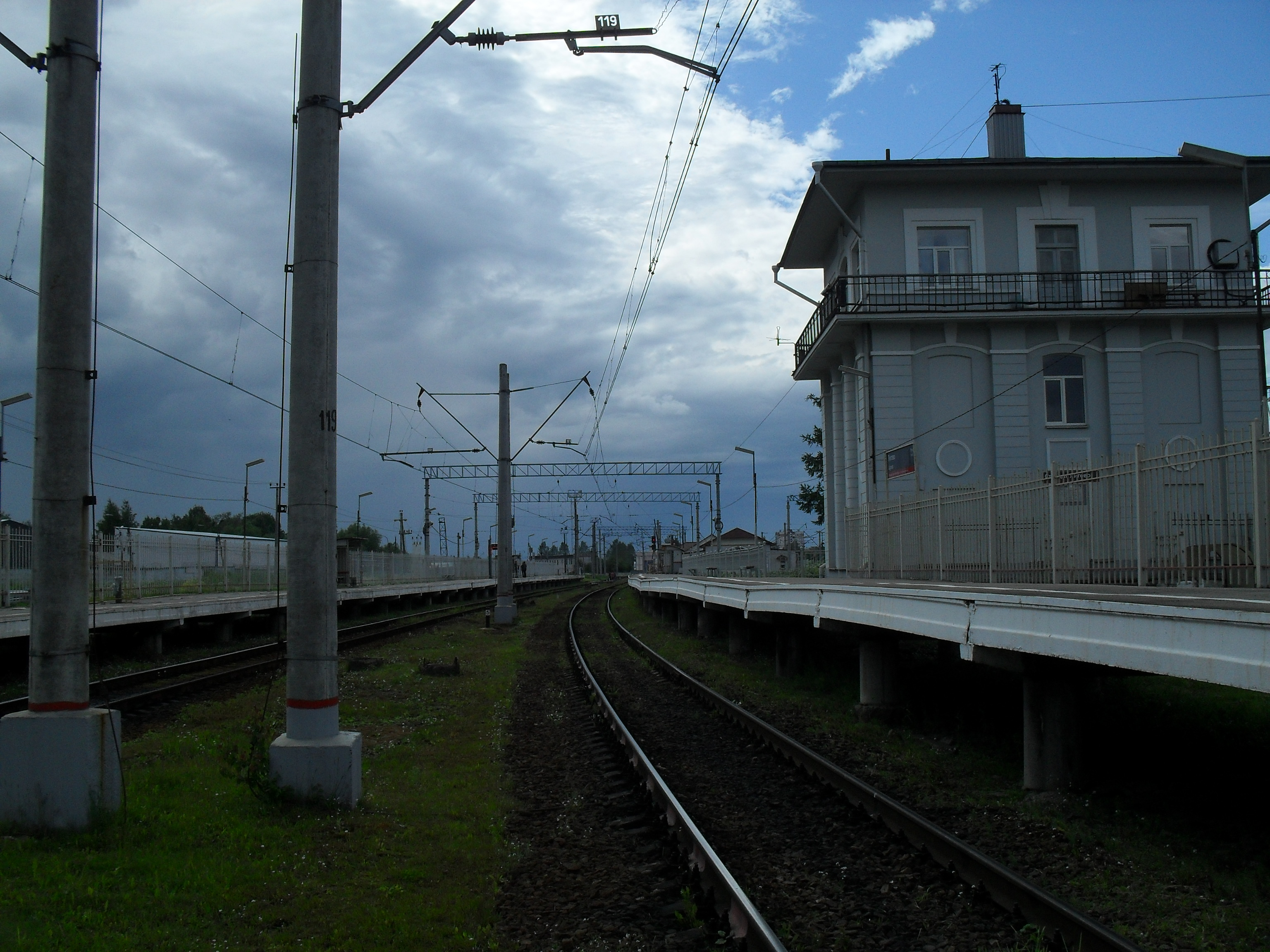
Станція в 2017 р.
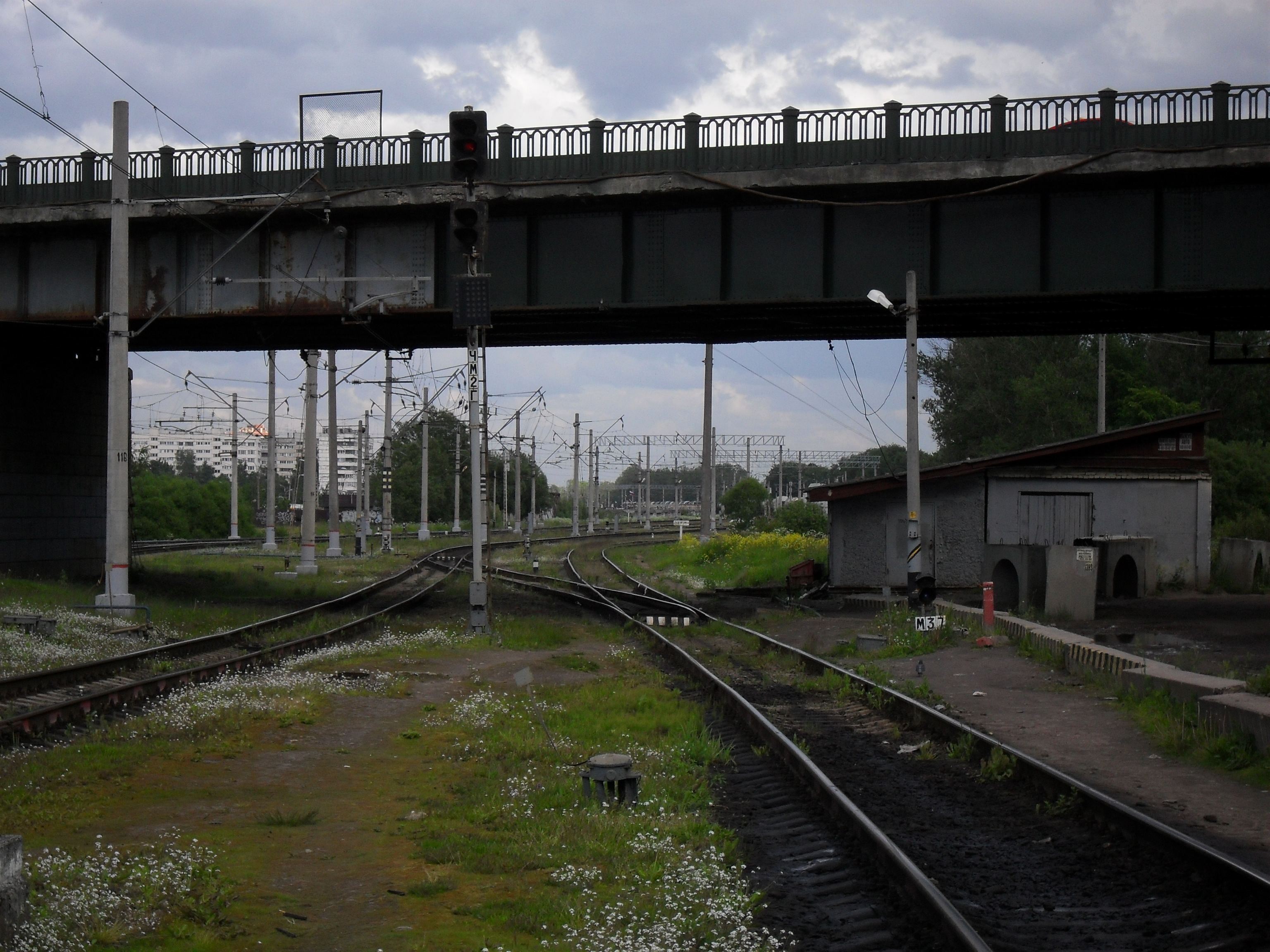
Вид в сторону Петербурга (над станцією прокладено Ліговський шляхопровід)